# Mount Andrews
Mount Andrews är ett berg i Antarktis. Det ligger i Västantarktis. Inget land gör anspråk på området. Toppen på Mount Andrews är 2 480 meter över havet.
Terrängen runt Mount Andrews är kuperad åt sydost, men åt nordväst är den bergig. Trakten är obefolkad. Det finns inga samhällen i närheten. 